# 5. јун
5. јун (5.6.) је 156. дан године по грегоријанском календару (157. у преступној години). До краја године има још 209 дана.

## Догађаји
- 1478 — Пад утврђења Кроја, седиште Скендербега, под власт Османског царства.
- 1662 — Луј XIV је узео Сунце за свој симбол.
- 1806 — Наполеон прогласио Холандију краљевином и за краља поставио свог брата Луја Бонапарту.
- 1827 — Турске трупе заузеле Акропољ и ушле у Атину, након што су сломиле устанак за ослобођење Грчке.
- 1837 — Српски кнез Милош Обреновић поставио прве економе (агрономи), чији је задатак био да саветују сељаке и настоје да сваки од њих засеје одређену количину пшенице, овса, јечма, кукуруза, кромпира...
- 1873 — Под притиском Британије, султан Занзибара Саид бин Баргаш затворио занзибарско тржиште робова.
- 1900 — Британске трупе у Бурском рату заузеле Преторију.
- 1915 — Жене у Данској добиле право гласа.
- 1916 — Британски фелдмаршал ирског порекла, лорд Херберт Киченер, освајач Судана и министар рата у Првом светском рату, потонуо са оклопном крстарицом „Хемпшир“, која је, пловећи у Русију, наишла на мину.
- 1941 — Експлодирало спремиште муниције немачке војске у смедеревској тврђави у Другом светском рату. Погинуло више хиљада људи, а срушено и оштећено више стотина кућа. Узрок експлозије остао је непознат.
- 1945 — Представници Совјетског Савеза, САД, Уједињеног Краљевства и Француске потписали су у Берлину Декларацију о преузимању врховне команде над пораженом Немачком у Другом светском рату и њеној подели на четири окупационе зоне.
- 1947 — Државни секретар САД Џорџ Маршал изнео план о финансијској помоћи Европи разореној у Другом светском рату. „Маршалов план“, којим су САД у периоду од 1948. до 1952. доделиле помоћ од 15 милијарди долара европским земљама, усвојен је исте године на Економској конференцији у Паризу.
- 1967 — Превентивним израелским нападом почео је Шестодневни рат између Израела и арапских земаља Египта, Сирије и Јордана.
- 1968 — Палестинац Сирхан Сирхан у атентату у Лос Анђелесу смртно ранио америчког сенатора Роберта Кенедија, млађег брата председника Џона Кенедија, који је такође убијен у атентату, 1963. у Даласу. Роберт Кенеди је наредног дана подлегао ранама.
- 1972 — У Стокхолму почела прва конференција УН посвећена проблемима заштите и унапређења човекове околине.
- 1975 — Суецки канал, који је био затворен од израелско-арапског рата 1967, поново отворен за међународни саобраћај.
- 1992 — Југословенска народна армија напустила касарну „Маршал Тито“ у Сарајеву, чиме је завршено повлачење ЈНА из Босне и Херцеговине.
- 2000 —
  - Последњег дана посете Русији председник САД Бил Клинтон говорио у Државној думи, као први амерички председник који се обратио руском парламенту.
  - Апелациони суд у Сантјагу укинуо посланички имунитет бившем чилеанском диктатору Аугусту Пиночеу, отварајући тиме пут за судски процес због злочина почињених у Чилеу током његовог режима. Суд је наредне године суспендовао процес прогласивши Пиночеа ментално неспособним.
- 2001 —
  - Лабуристичка странка убедљиво победила на изборима у Великој Британији, а Тони Блер постао први премијер лабуриста са два узастопна мандата.
  - Уједињене нације обележиле 20-тогодишњицу појаве АИДС-а. Процењује се да је 58 милиона људи заражено ХИВ вирусом и да је више од 22 милиона умрло у последње две деценије.
- 2003 — САД и Јужна Кореја постигле договор о измештању америчких трупа из демилитаризоване зоне која је раздвајала Јужну и Северну Кореју. Америчке трупе су измештене у базе јужно од те зоне.
- 2006 — Црна Гора је прогласила независност на основу резултата референдума, а Република Србија делује као независна и суверена држава.
- 2017 — Црна Гора је званично постала 29. чланица NATO пакта.
- 2021 — Тероризам: Наоружани нападачи убили су најмање 100 цивила у нападу на једно село на северу Буркине Фасо.

## Рођења
- 1757 — Жорж Кабанис, француски физиолог, филозоф материјализма, математичар и масон. (прем. 1808)[1]
- 1760 — Јохан Гадолин, фински хемичар, физичар и минералог. (прем. 1852)[2]
- 1819 — Џон Куч Адамс, енглески астроном и математичар. (прем. 1892)[3]
- 1860 — Благоје Бранчић, српски песник и преводилац. (прем. 1915)[4]
- 1878 — Франсиско Панчо Виља, мексички револуционар. (прем. 1923)[5]
- 1883 — Џон Мејнард Кејнс, енглески економиста. (прем. 1946)[6]
- 1898 — Федерико Гарсија Лорка, шпански песник, драматург и позоришни редитељ. (прем. 1936)[7]
- 1899 — Јорјо Тадић, хрватски и српски историчар. (прем. 1969)[8]
- 1900 — Денис Габор, мађарско-британски физичар, добитник Нобелове награде за физику (1971). (прем. 1979)[9]
- 1908 — Бранислав Хрњичек, југословенски фудбалер и фудбалски тренер. (прем. 1964)[10]
- 1915 — Војин Бакић, српски вајар и сликар. (прем. 1992)[11]
- 1927 — Душан Јакшић, српски глумац и певач. (прем. 2009)[12]
- 1928 — Срђан Калембер, српски кошаркаш и кошаркашки тренер. (прем. 2016)[13]
- 1931 — Жак Деми, француски редитељ и сценариста. (прем. 1990)[14]
- 1932 — Станоје Јоцић, југословенски и српски фудбалер.[15]
- 1933 — Велимир — Бата Живојиновић, српски глумац и политичар. (прем. 2016)[16]
- 1952 — Нико Макбрејн, енглески музичар, најпознатији као бубњар групе Iron Maiden.[17]
- 1954 — Ратко Танкосић, српски глумац.[18]
- 1955 — Аки Рахимовски, македонско-хрватски музичар, најпознатији као фронтмен и певач групе Парни ваљак. (прем. 2022)[19]
- 1956 — Кени Џи, амерички џез саксофониста.[20]
- 1963 — Зоран Еркман, српски музичар, најпознатији као трубач. (прем. 2013)
- 1971 — Марк Волберг, амерички глумац, продуцент, музичар и модел.[21]
- 1976 — Такајуки Сузуки, јапански фудбалер.
- 1979 — Пит Венц, амерички музичар, најпознатији као басиста групе Fall Out Boy.[22]
- 1982 — Звјездан Мисимовић, босанскохерцеговачки фудбалер.[23]
- 1984 — Андрија Кузмановић, српски глумац.[24]
- 1988 — Остин Деј, амерички кошаркаш.[25]
- 1989 — Филип Човић, српски кошаркаш.[26]
- 1995 — Трој Сиван, аустралијски музичар и глумац.[27]
- 1998 — Јулија Липницка, руска уметничка клизачица.[28]
- 2007 — Андрија Максимовић, српски фудбалер.

## Смрти
- 754 — Бонифације, назван Апостол Немачке, мисионар папе Гргура II.
- 1463 — Стефан Томашевић, српски владар из династије Котроманића, (рођ. отприлике 1438)[29]
- 1826 — Карл Марија фон Вебер, немачки композитор и пијаниста (рођ. 1786)[30]
- 1916 — Херберт Киченер, британски фелдмаршал (рођ. 1850)[31]
- 1994 — Јован Антић, српски глумац. (рођ. 1930)[32]
- 2004 — Роналд Реган, 40. амерички председник (рођ. 1911)[33]
- 2012 — Реј Бредбери, амерички писац (рођ. 1920)[34]
- 2017 — Драган Мићаловић, српски позоришни и филмски глумац (рођ. 1950)[35]

## Празници и дани сећања
- Међународни празници
  - Светски дан животне средине
- Српска православна црква слави:
  - Светог Михаила - епископа синадског
  - Преподобног мученика Михаила
  - Преподобну Ефросинију - кнегињу Полоцку